# Lijst van voetbalinterlands België - Slovenië (vrouwen)
Deze lijst van voetbalinterlands is een overzicht van alle officiële voetbalinterlands tussen de nationale vrouwenteams van België en Slovenië. De landen hebben tot nu toe drie keer tegen elkaar gespeeld.

## Wedstrijden
| № | Plaats    | Datum          | Competitie           | Wedstrijd         | Uitslag |
| - | --------- | -------------- | -------------------- | ----------------- | ------- |
| 1 | Lommel    | 6 oktober 1993 | EK 1995 kwalificatie | België − Slovenië | 7 − 0   |
| 2 | Ljubljana | 14 mei 1994    | EK 1995 kwalificatie | Slovenië − België | 0 − 8   |
| 3 | Leuven    | 11 april 2023  | Vriendschappelijk    | België − Slovenië | 2 − 2   |

## Samenvatting
| Competitie        | Totaal gespeeld | Winst België | Gelijk | Winst Slovenië | Doelsaldo België – Slovenië |
| ----------------- | --------------- | ------------ | ------ | -------------- | --------------------------- |
| EK-kwalificatie   | 2               | 2            | 0      | 0              | 15 − 0                      |
| Vriendschappelijk | 1               | 0            | 1      | 0              | 2 − 2                       |
| Totaal            | 3               | 2            | 1      | 0              | 17 − 2                      |